# Riu de Montaup
Le riu de Montaup est un cours d'eau de la paroisse de Canillo en Andorre, long de 4,5 km et affluent de la Valira d'Orient.

## Toponymie
Riu désigne en catalan un « cours d'eau » et provient du latin rivus de même signification,.
Montaup signifie littéralement « montagne blanche » construit sur le latin mons (« mont ») et albus (« blanc »). Cette dénomination est en lien avec la couleur claire des roches calcaires constituant le massif du pic de Casamanya.

## Hydrographie
Long de 4,4 km, le riu de Montaup coule vers le sud depuis le coll d'Arenes. Il aborde la Valira d'Orient par sa rive droite à Canillo. Le village a d'ailleurs été construit immédiatement au contact du cône de déjection charrié par le cours d'eau,.
| \| Riu de Montaup \|                                                    |                                           |
| Le riu de Montaup sur la carte des bassins hydrographiques de l'Andorre | Les roches claires du massif du Casamanya |
| Riu de Montaup                                                          |                                           |